# Vojenské zpravodajství
 (décembre 2023).
Si vous disposez d'ouvrages ou d'articles de référence ou si vous connaissez des sites web de qualité traitant du thème abordé ici, merci de compléter l'article en donnant les références utiles à sa vérifiabilité et en les liant à la section « Notes et références ».
Le Vojenské zpravodajství (VZ) est le service de renseignements militaires de la République tchèque. Il est dirigé par un général.

## Missions
Dépendant du ministère de la Défense, le VZ est chargé d'identifier les menaces susceptibles de nuire à la souveraineté du pays. Il décèle les intentions belliqueuses d'autres pays, protège les secrets d'État, évalue les dangers de l'engagement des forces armées tchèques à l'étranger, lutte contre le terrorisme international, le crime organisé, la prolifération des armes de destruction massive et le trafic d'armes. Il décèle les activités d'espionnage en matière militaire. Il est également chargé de prévenir aux risques de sabotage.

## Collaboration avec d'autres services
Le VZ collabore principalement avec les pays membres de l'OTAN et ceux de l'Union européenne. Il échange des informations avec 50 services de 33 pays, sans oublier les autres agences tchèques. En 2005, le VZ a reçu plus de 2 000 informations de ses partenaires et leur a adressé 153 rapports.